# (86279) Brucegary
(86279) Brucegary (1999 UJ1) – planetoida z grupy pasa głównego asteroid okrążająca Słońce w ciągu 2,69 lat w średniej odległości 1,93 j.a. Odkryta 17 października 1999 roku.